# Cymopterus newberryi
Cymopterus newberryi är en flockblommig växtart som först beskrevs av Sereno Watson, och fick sitt nu gällande namn av Marcus Eugene Jones. Cymopterus newberryi ingår i släktet Cymopterus och familjen flockblommiga växter. Inga underarter finns listade i Catalogue of Life.

## Bildgalleri

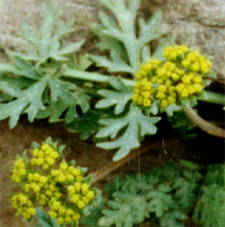